# LICHT. Sieben Tage der Woche

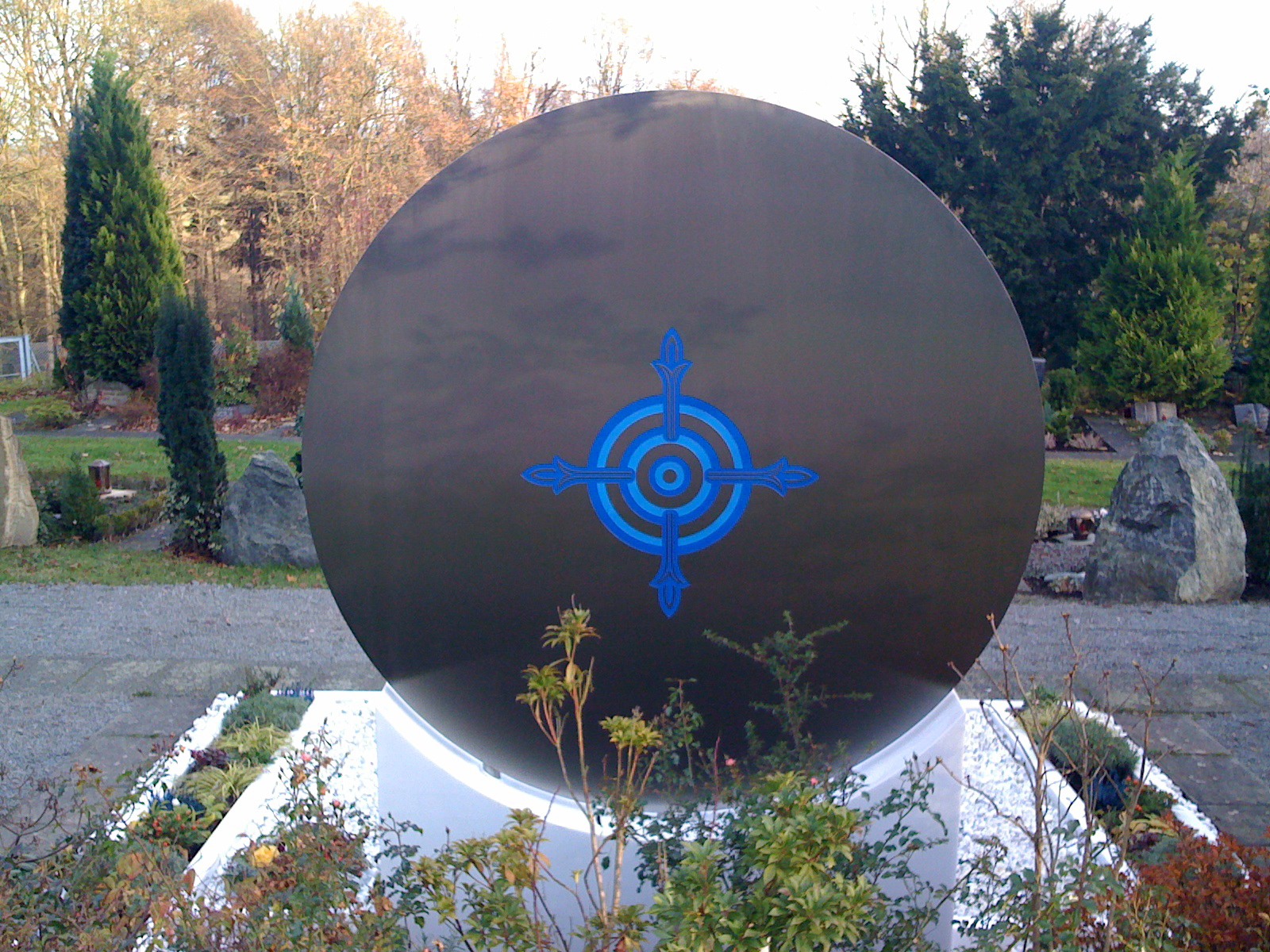
На зворотньому боці надгробку Штокгаузена зображено символ Міхаеля, одного з основних героїв LICHT.

LICHT. Sieben Tage der Woche (укр. СВІТЛО. Сім днів тижня) — цикл із семи опер Карлгайнца Штокгаузена, створений протягом 1977–2003 років. Композитор є автором як музики, так і лібрето циклу. Кожна з семи опер LICHT присвячена певному дню тижня, а також одному або кільком із трьох основних героїв циклу, музичному інструменту (або голосу), і ряду символів. Опери LICHT мають модульну структуру — кожна опера складається із ряду окремих творів, які поєднуються послідовно і, у деяких випадках, паралельно (накладаючись між собою як звукові пласти). Загалом LICHT охоплює 214 творів, загальна протяжність циклу — 29 годин.
Жанр LICHT лише опосередковано можна назвати оперою в традиційному сенсі; дослідник творчості композитора Robin Maconie, приміром, вживає також терміни містерія й навіть пасіон. Сюжет циклу побудований на часто доволі абстрактних, багатозначних образах, прихованій символіці, яка виявляє себе як у фабулі, так і безпосередньо в музиці опер. У LICHT Штокгаузен робить і автобіографічні вкраплення.
Кожна опера триває від 3 до 5 годин, і має індивідуальну структуру й інструментальний/вокальний склад. Типово, опери LICHT розпочинаються з музичного «привітання» (Gruss), під час якого публіка сходиться до залу, і закінчуються «прощанням» (Abschied), яке звучить, коли публіка покидає зал після перегляду опери.

## Концепція циклу
Саму назву LICHT, світло, Штокгаузен пояснював таким чином:
|  | Слово LICHT спало мені на думку досить швидко, оскільки його значення постійно описують наші великі наставники: чи то в релігійному значенні, чи в світському, чи у абстрактно-філософському; чи згадував його Христос, чи Ауробіндо<...>. Звичайно світло — це, насамперед, дух, маніфестація духу, досконалого, всепроникного духу, який усе прояснює. Через те маємо таке універсальне слово, і не знайти нам іншого, яким би можна було назвати мій твір. |

LICHT складається з семи опер, кожна з яких відповідає певному дню тижня, але при тому LICHT не має фіксованого початку чи кінця — розпочинати і закінчувати можна будь-якою з семи опер, не порушуючи при тому їхньої послідовності одна відносно іншої (тобто Четвер, приміром, повинен виконуватись після Середи, а не навпаки). Таким чином будова циклу нагадує спіраль — один з улюблених символів композитора.
Усі події в LICHT обертаються довкола трьох основних персонажів: Міхаеля, Єви і Люцифера. Кожному з основних героїв-сил відповідає певний інструмент і голос:
| Герой   | Інструмент        | Голос   |
| ------- | ----------------- | ------- |
| Міхаель | труба             | тенор   |
| Єва     | флейта, басетгорн | сопрано |
| Люцифер | тромбон           | бас     |

Ці три основні герої LICHT є не простими «тілесними» персонажами, а трансцендентними втіленнями основних духовних сил, які, на думку Штокгаузена, взаємодіють у всесвіті, і тому кожен з них може з'являтись у різних подобах.

### Суперформула

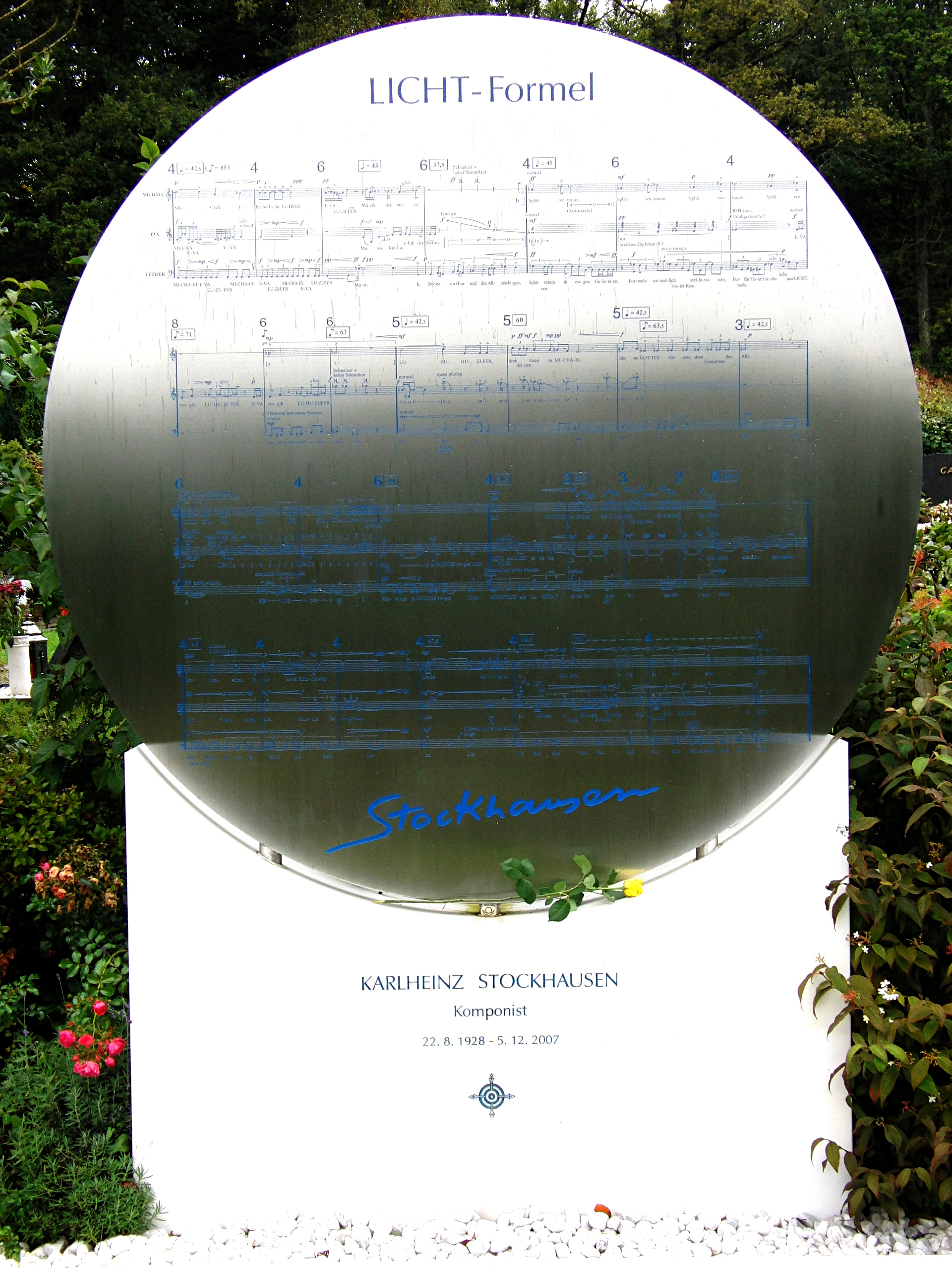
Суперформула LICHT, відтворена на надгробку композитора.

Увесь цикл, над яким композитор працював протягом 26 років, скомпонований згідно з музичною «суперформулою» (нім. Superformel), яку Штокгаузен створив на самому початку роботи над LICHT. Уся музика опер в той чи інший спосіб випливає з цієї початкової суперформули. Сама суперформула — це невеликий фрагмент музики, написаний на трьох нотоносцях, кожен з яких втілює в собі музичну «формулу» одного із трьох основних героїв опери. В цьому фрагменті закладена структура усієї опери, характеру героїв і їхньої взаємодії між собою, драматургія циклу.
Формула кожного з героїв — це вільно трактована серія (коли основні звуки серії можуть повторюватись, обігруватись тощо). При тому серія Єви є завершеною, і містить 12 звуків, серія Люцифера — незавершеною (11 звуків), а серія Міхаеля — розширеною (13 звуків). Формула Міхаеля за висотою звуку є у високому регістрі, Люцифера — у басовому, а Єви — між ними двома. Це віддзеркалює і сутність самих героїв: Міхаель є втіленням Божої волі, Єва — опікункою життя на Землі, Люцифер — бунту проти Бога. Інтервал Міхаеля — чиста кварта (або квінта), Єви — велика терція (або мала секста), Люцифера — велика септима. Формули усіх трьох героїв пов'язані і взаємодіють між собою за посередництвом Єви.
Суперформула ділиться на сегменти по 2-3 такти, кожен з яких відповідає певному дню тижня, тобто одній з опер циклу LICHT. Штокгаузен скомпонував суперформулу між 24 березня і 4 квітня 1978 р.

## Опери
Штокгаузен писав опери LICHT у іншій послідовності, ніж вони повинні виконуватися. Хронологія створення опер така:
| Опера               | Роки      |
| ------------------- | --------- |
| Donnerstag (Четвер) | 1978—1980 |
| Samstag (Субота)    | 1981—1983 |
| Montag (Понеділок)  | 1984—1988 |
| Dienstag (Вівторок) | 1977—1991 |
| Freitag (П'ятниця)  | 1991—1994 |
| Mittwoch (Середа)   | 1992—1998 |
| Sonntag (Неділя)    | 1998—2003 |

Хоча першою завершеною оперою LICHT є Donnerstag, Штокгаузен розпочав роботу над LICHT з твору Der Jahreslauf, який він написав у Японії улітку 1977 р. на замовлення Toshiro Kido і Національного театру в Токіо. Початково цей твір був для традиційного японського оркестру ґаґаку, але згодом Штокгаузен зробив версію для сучасного оркестру з використанням синтезатора, яка і увійшла до LICHT як перша дія опери Dienstag (при тому в опері назва твору фігурує уже без артикля, тобто як Jahreslauf).

### Montag aus LICHT

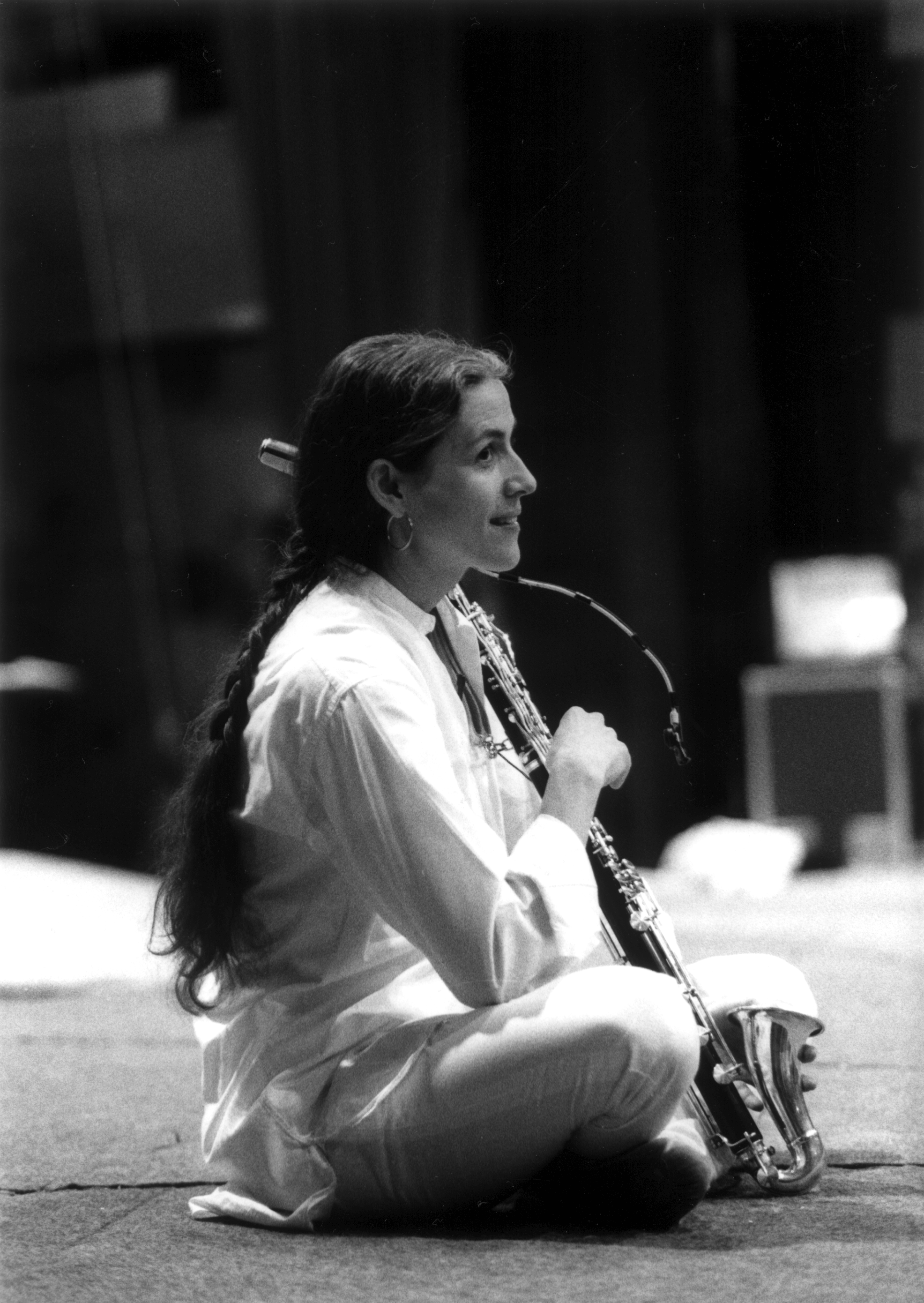
Сюзанна Стефенс, басетгорністка-першовиконавиця LICHT, під час репетиції у Ла Скала.

Прем'єра цієї опери відбулася у 1988 р. «Понеділок» присвячено постаті Єви, жіночності, містить елементи еротики; символи: вода, Місяць; кольори: зелений і срібний. Опера складається з привітання, трьох дій і прощання.

#### Montags-Gruss
«Привітання» з Понеділка — це музика для басетгорністки в супроводі 4-канальної електронної доріжки, яка скомпонована зі звуків води і басетгорну, а також елементів конкретної музики. Сольна партія Montag Gruss існує окремо від опери як твір XI. Ця партія побудована на широкому застосуванні ґлісандо мікроінтервалами, що символізує воду. Оскільки використання мікрохроматики сильно залежить від інструмента, виконавець повинен сам відшукати можливі мікроінтервали. Твір існує в реалізації Suzanne Stephens для басетгорну (виконавиця розписала потрібну аплікатуру) і у версії для флейти в реалізації Kathinka Pasveer. Також твір можна виконувати і на інших інструментах, що мають можливість застосування мікрохроматики.

#### Дія I: Evas Erstgeburt
У першій дії Понеділка Штокгаузен змальовує сюрреалістичну картину народження різноманітних істот з лона Єви (яка зображена на сцені як велика статуя оголеної жінки, що лежить на березі моря): хлопчиків з головами левів, коней, ластівок-близнюків, трійні папуг, песиків, семи гномів... На мить з'являється Люцифер, який з огидою дивиться на потомство Єви. Після народин троє сопрано, а згодом — троє тенорів співають «арії на народини» (Geburts-Arien). Згодом потомство починає капризувати, і його невдало намагаються заспокоїти (сцена Knaben-Geschrei). Вдруге з'являється Люцифер в подобі Luzipolyp, морської істоти, подібної на восьминога, який усяким способом показує свою огиду. Його закопують в пісок жінки. Люцифер втретє з'являється в подобі моряка й наказує потомству повернутись до лона Єви, щоб повторити процес заново, і оголошує перерву.

#### Дія II: Evas Zweitgeburt
У другій дії змальовується ідилічна картина з елементами еротики. Хор дівчат співає Mädchenprozession (дівочу процесію), готуючи Єву до ритуального запліднення музикою. Вони кличуть піаніста Pierre-Laurent Aimard (реальна особа), який виконанням Klavierstück XIV запліднює Єву на нове потомство, поки до її лона в'їжджає видовжений концертний рояль. Музика Klavierstück XIV доволі спокійна, ніжна, і за характером нагадує ноктюрн; стиль Штокгаузена тут суттєво відрізняється від його фортепіанних пуантилістичних творів 50-х.
Цього разу Єва народжує 7 хлопчиків з іменами днів тижня. Після народження потомства з серця Єви виходить Coeur de Basset (на прем'єрі — Сюзанна Стефенс), яка на басетгорні виконує у супроводі синтезаторів Evas Lied, пісню Єви. Їй підспівують 7 хлопців, які виконують пісні на 7 днів тижня. Coeur de Basset перетворюється на три Bassettinen, які символізують собою інтимні частини жіночого тіла. Вони заграють з хлопцями, музика містить еротичні алюзії. Дія обривається, коли хлопець-неділя вигукує: «Вимкніть світло!».

#### Дія III: Evas Zauber
Третя дія присвячена чару Єви (так звучить назва українською), у ролі якої виступає басетгорністка  (Сюанна Стефенс). Вона заглядає в скляні посудини з водою, у яких бачить своє віддзеркалення; любується своєю красою... Хлопці з другої дії постають тут як дорослі чоловіки в костюмах, і вони хором акомпанують грі Єви, вихваляючи її і її інструмент. В сцені Ave до Єви приєднується її «друга половинка» Ave (віддзеркалення імені Eva) — чоловічий образ в костюмі, який грає на альтовій флейті (на прем'єрі цю партію виконувала перебрана на чоловіка Kathinka Pasveer). Їхній дует містить любовні/еротичні мотиви.
Після дуету Eva-Ave, Єва зникає у серці однойменної статуї, а Ave зачаровує і гіпнотизує своєю грою на флейті дітлахів. Врешті дітлахи перетворюються на птахів і Ave забирає їх зі собою на небо. Штокгаузен тут «переспівує» середньовічну легенду про Гамельнського щуролова.

#### Montags-Abschied
Музика Прощання понеділка — це 4-канальна електронна композиція, яка звучить у фоє, коли публіка виходить із залу. У творі звучить флейта піколо, голос Kathinka Pasveer і спів птахів, які композитор опрацював засобами електронної музики.

### Dienstag aus LICHT

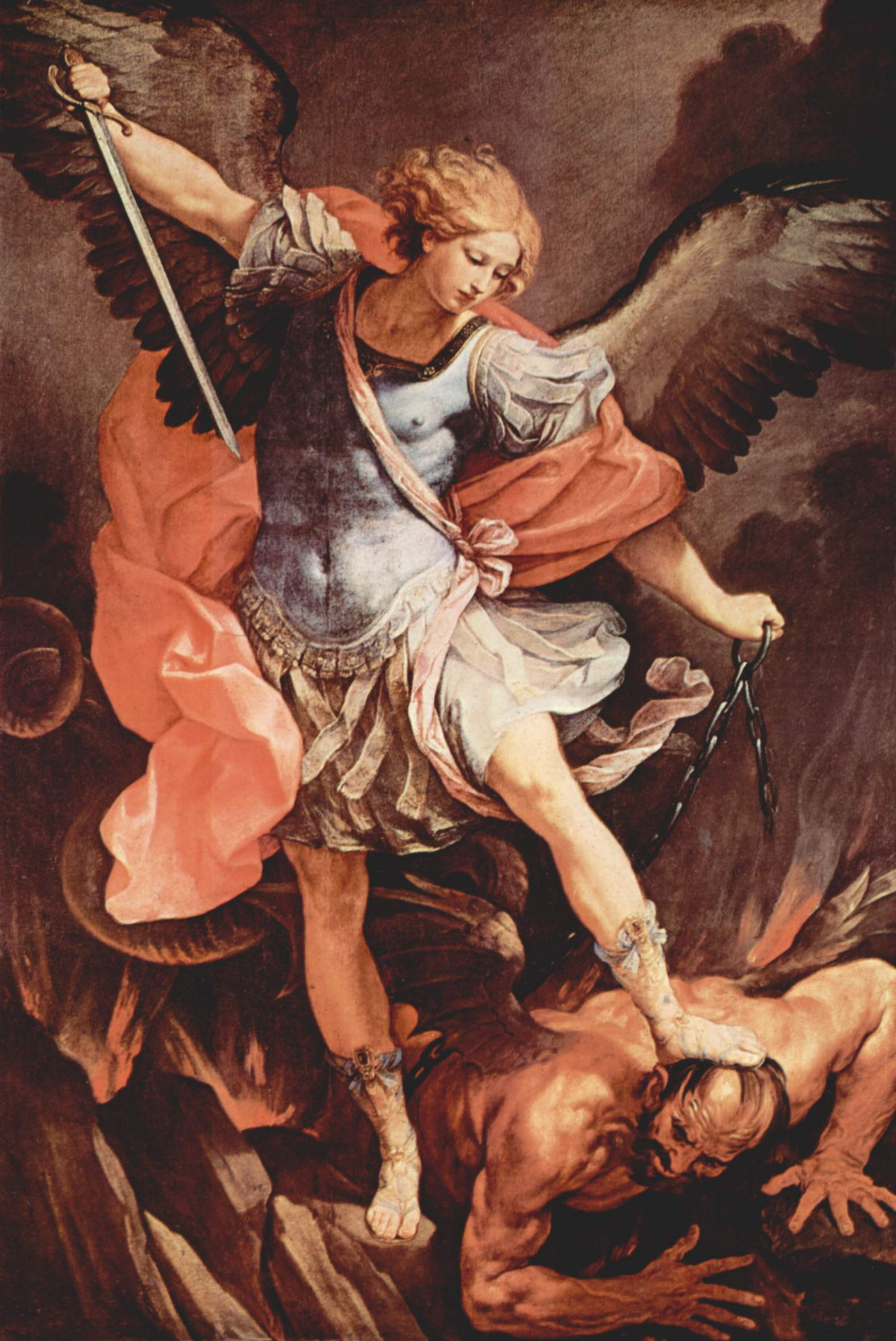
Гвідо Рені. Архангел Михаїл в поєдинку з Сатаною (1636).

Вівторкова опера — це поєдинок Міхаеля і Люцифера.
Dienstag Gruss написаний для 9 труб, 9 тромбонів, 2 синтезаторів і хору. Ансамбль розділено на дві групи, які розташовані з обох боків залу: труби, сопрано й тенори — праворуч (ансамбль Міхаеля), тромбони, альти й баси — ліворуч (ансамбль Люцифера). Кожна з груп містить також синтезатор і нею диригує окремий диригент. Окрім цих двох груп окрему роль має одна сопрано (Єва) яка спершу співає справа від публіки, потім у задній частині залу, далі — зліва і в кінці — зі сцени.
Дія I: Jahreslauf, себто «біг років» — це поєдинок Міхаеля і Люцифера у сфері часу. Люцифер намагається загальмувати перебіг часу, тим самим — стримати еволюцію людства, а Міхаель — не дати йому цього зробити.
Ha сцені — 4 танцівники-міми, «бігуни років» (нім. Jahresläufer), кожен з яких уособлює, відповідно, тисячоліття, століття, десятиліття, і окремі роки. Дія відбувається в останній день року. Люцифер пробує різними способами спокусити або відволікти бігунів, щоб перевати їхню роботу (рухати час уперед). Спершу він дарує їм квіти, спокушає їх розкішною їжею та стриптизеркою, але кожен раз втручається Міхаель і план Люцифера зазнає поразки. Спочатку «бігунів років» повертає до їхньої роботи дівчинка, що плескає, згодом — крик лева, потім — знову дівчинка, яка обіцяє одному з них грошовий приз найкращого бігуна, і врешті решт буря. Під кінець Jahreslauf один з бігунів отримує обіцяний приз.
З точки зору музики перша дія — це перероблена версія твору Der Jahreslauf, який Штокгаузен написав початково для традиційного японського оркестру гагаку ще перед початком роботи над циклом LICHT. В оперній версії цього твору композитор замінив японські інструменти на західні. Таким чином інструментальний склад Jahreslauf — це 3 синтезатори або фісгармонії, 3 флейти піколо, 3 сопранові саксофони, клавесин (або синтезатор) та ряд ударних інструментів. Окрім того, тут є фрагменти, записані на плівці, зокрема голос самого Штокгаузена («Квіти для бігунів років...» та подібні фрази), голос дівчинки, крик лева, інші звуки, пов'язані з подіями на сцені, а також фрагмент джазової музики, який звучить в той момент, коли «бігунів років» спокушають стриптизеркою. Про походження цього фрагменту композитор сказав:
|  | Я знайшов це на Кельнському радіо, і я не знаю, що це <...> та звідки воно походить. |

Дія ІІ: Invasion — Explosion mit Abschied (Інвазія — вибух з прощанням) — продовження поєдинку Міхаеля і Люцифера. Уся друга дія відбувається під акомпанемент 8-канальної електронної музики під назвою Oktophonie. На сцені — скеля, поросла мохом, ніч, по скелі бігають промені прожекторів. Спершу поєдинок двох сил відбувається суто у сфері музики, сценічної дії немає. За задумом композитора, музика передає рух «литючих об'єктів, що стріляють з неба». Згодом на сцені з'являються дві групи музикантів. Група Люцифера, одягнута в чорно-червоне, скадається з тромбоністів, ударника та музиканта, що грає на переносному синтезаторі, та баса; група Міхаеля — це трубачі, ударник, виконавець на переносному синтезаторі й тенора, усі одягнуті у блакитне. Між ними музичний бій — інструменти символізують зброю. Ций бій відбувається у три фази (3 «інвазії»). Між першою і другою інвазією недовго звучить тиха мелодія Єви. Після другої інвазії, під час якої «поранили» одного з трубачів (який одночасно є втіленням Міхаеля), звучить фрагмент під назвою Pietà — це дует пораненого Міхаеля-трубача і Єви-медсестри (сопрано). Цей фрагмент на прем'єрі виконував син композитора Маркус Штокгаузен на спеціально сконструйованому чверть-тоновому флюгельгорні. Після третьої інвазії пораненого Міхаеля медики забирають у кришталевий бункер, який сили Люцифера намагаються підірвати; лунають три вибухи, після останнього, найсильнішого бункер руйнується, але раптом під вояками люцифера розсувається земля і поглинає їх усіх...
З цього моменту дія переноситься «по той бік» (нім. Jenseits). Посеред кришталевого приміщення, сповненого білого світла, на повзунах конвеєра їдуть маленькі фігурки солдатів і техніки. Наче круп'є, цим фігурками орудують «гравці» — «скляні істоти» з чоловічими голосами, які символізують взаємно протилежні сили. Цей хор «скляних істот» виконує фрагмент під назвою Jenseits. Під кінець цього фрагмента на сцену на спеціальній платформі в'їждає Synthi-Fou, виконавець на синтезаторах, які в вмонтовані на платформу, і виконує фрагмент, який так і називається — Synthi-Fou або Klavierstück XV. Виконавець має начеплені слонячі вуха, довгий ніс і великі сонцезахисні окуляри, манера його гри дуже показна і віртуозна; цей фрагмент має частково гумористичний характер, і дослідники вказують на певну алюзію до постаті Елтона Джона. На прем'єрі опери Synthi-Fou був син композитора Сімон, який також разом з батьком брав участь у компонуванні музики цієї сцени. У певний момент «синтезаторник» починає відраховувати від 13 до 1, уповільнюючи свою гру і врешті-решт остаточно зупиняючись, встає і йде зі сцени. Слухачі залишаються наодинці з 8-канальною електронною доріжки Oktophonie, у якій звучить м'яка пульсація, що плавно і поступово затухає.

### Donnerstag aus LICHT

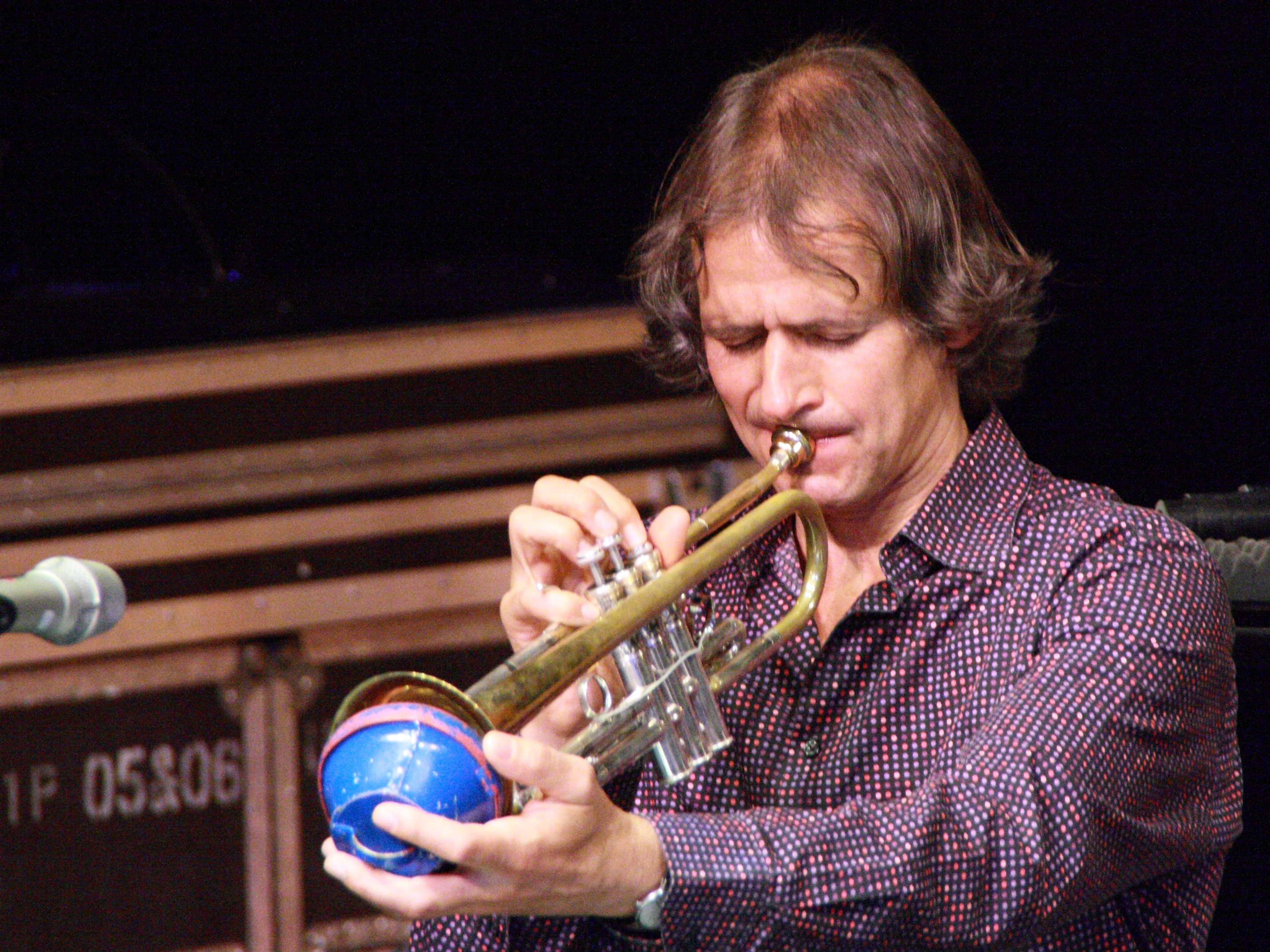
Маркус Штокгаузен, виконавець ролі Міхаеля-трубача у Donnerstag

Четвергова опера LICHT — перша, яку завершив Штокгаузен. Прем'єра опери відбулася у 1981 р. Donnerstag присвячений Міхаелю, і, одночасно, самому Штокгаузену (композитор частково утотожнював себе з героєм своєї опери) — в опері містяться автобіографічні мотиви.
Donnerstags-Gruss написаний для 8 мідних духових, фортепіано або вібрафон і ударних. Перша дія опери, Michaels Jugend описує юність Міхаеля, і містить вкраплення з дитячих спогадів самого композитора (діалоги, словесні ігри, колискові тощо). Батьки Міхаеля навчають його різних знань — тато Luzimon (батька Штокгаузена звали Simon) — арифметики, історії, полювання. Образ батька є не зовсім позитивним. Натомість мама, яка навчає Міхаеля музики й танцю, зображена гарною й мудрою. Згодом Міхаель втрачає обох батьків (як і колись сам композитор): батько гине на війні, мама — в лікарні. Далі (сцена 2) Міхаель зустрічає Mondeva, чарівну дівчину, втілення Єви («Місяць-Єва»). Їхній інструментально-вокальний дует — музична любовна сцена, вони навчаються формул одне одного, «синхронізуючи» свою гру (труба і басетгорн). У третій сцені, Examen, Міхаель здає іспити в консерваторії, спочатку як співак, далі — як інструменталіст (трубач), і в кінці — як потрійна постать: співак, інструменталіст і танцюрист. В рамах Examen звучить твір для фортепіано Klavierstück XII, а також твір Unsichtbare Chöre, який є 50-хвилинною 8-канальною проєкцією 180-и хорових голосів, записаних на плівці. Звідти й назва — «Невидимі хори».
Друга дія опери, Michaels Reise um die Erde — це своєрідний концерт для труби з симфонічним оркестром, у якому Міхаель-трубач подорожує різними куточками Землі, а в кінці — зазнає розп'яття і вознесіння на небо в музичному поєднанні з Євою-басетгорністкою. Місця, які відвідує Міхаель, в той чи інший спосіб стосуються і життєпису самого Штокгаузена: Кельн, Нью-Йорк, Японія, Балі, Індія, Африка, Єрусалим. Кожна «зупинка» містить музичні алюзії з певним місцем: Кельн — стилістика «раннього» Штокгаузена, Нью-Йорк — «відлуння» джазових гармоній і стилю Едгара Вареза, Японія — імітація традиційного оркестру ґаґаку, Балі — музика гамелану, Африка — том-томи і басові звучання оркестру. В останній «зупинці» звучить фрагмент під назвою Halt, де трубач «розмовляє» з контрабасом; цей фрагмент має в собі джазові алюзії, зокрема до музики Майлза Девіса, яким захоплювався Маркус Штокгаузен, син композитора і виконавець партії Міхаеля. Розп'яття Міхаеля відбувається поза полем зору публіки, але сигналізують про нього тромбони. Після цього звучить дует Міхаеля і Єви, в якому їхні формули єднаються між собою й вони підносяться на небо.
Michaels Heimkehr, третя дія Donnerstag, зображує Міхаеля після повернення додому, до «небесної резиденції». Міхаель тут постає у потрійній подобі — трубача, тенора і танцюриста. У сцені Festival — бенкет на честь повернення Міхаеля, йому дарують подарунки. Згодом з'являється Люцифер, з яким Міхаель змагається спершу як трубач, потім — як тенор (сцени Drachenkampf, Argument). У Knabenduett поєдинок переривається появою двох ангелів, які грають на сопранових саксофонах. Завершальна сцена Четверга — Vision — «монолог на трьох», де Міхаель в трьох іпостасях передає образи-спогади зі свого побуту на Землі. Музика Vision витримана у динаміці piano, і є доволі світлою і гармонійною. Четвергове прощання, Donnerstags-Abschied — це музика для 5 труб, яка, за задумом Штокгаузена, мала б звучати з дахів будинків довкола театру, і супроводжувати публіку в їхній дорозі додому.

### Samstag aus LICHT
Субота — друга за хронологією написання опера LICHT, і, як і Donnerstag i Montag, присвячена лише одному герою циклу, в цьому випадку Люциферу. Samstags Gruss, який звучить поки публіка сходиться до залу, написаний для 28 інструментів — тромбонів (інструмент-символ Люцифера в опері), труб, валторн, еnфоніумів і ударних. Музиканти розташовані у чотирьох кутах залу. В основі «суботнього привітання» — 8-кратно розтягнутий у часі фрагмент формули Люцифера, який відповідає сцені Luzifiers Tanz; також у музиці є невеличкі вкраплення формул Міхаеля (мала секста) і Єви (нисхідна октава).
Перша дія, Luzifers Traum als Klavierstück XIII — це дует для фортепіано і баса, який змальовує сон і марення Люцифера про музику. Люцифер тут не грає на фортепіано, адже він не є музично здібним, і не може грати на інструменті. Натомість він басом наче крізь сон «коментує» те, що відбувається у музиці — а музика поволі розкладається, руйнується; формула, покладена в основу твору, змінюється до невпізнаваності. Тільки в кінці, як символ поразки Люцифера, на зло йому звучить проста «людська» мелодія, якою він і сам врешрі-решт захоплюється. Ця дія також має окрему «візуальну» партію — 5 кольорових шарів (блакитний, зелений, зелено-блакитний, зелено-чорний, блакитно-чорний), які проектуються на сцену один над одним, змінюють пропорції висоти згідно зі схемою, яку уклав композитор. Партію фортепіано композитор початково написав як окремий твір, присвячений його дочці Majella’і, і згодом включив його до опери, де Majella була першовиконавицею твору.
Kathinkas Gesang als Luzifers Requiem
Luzifers Tanz